# Cidade de Vicenza e Villas de Palladio no Véneto
O centro urbano de Vicenza e as Villas de Paládio do Vêneto são um conjunto de obras de Andrea Palladio e seus alunos, as quais foram inscritas no Património Mundial em 1994.

## Listagem
| #       | Nome                                           | Localização                            | Coordenadas                  |
| ------- | ---------------------------------------------- | -------------------------------------- | ---------------------------- |
| 712-001 | Cidade de Vicenza com 23 edifícios de Palladio | Vicenza                                | 45° 32′ 57″ N, 11° 32′ 58″ L |
| 712-002 | Villa Trissino                                 | Cricoli                                | 45° 33′ 55″ N, 11° 32′ 49″ L |
| 712-003 | Villa Gazzotti Grimani                         | Bertesina                              | 45° 33′ 13″ N, 11° 34′ 30″ L |
| 712-004 | Villa Capra, La Rotonda                        | Vicenza                                | 45° 31′ 54″ N, 11° 33′ 36″ L |
| 712-005 | Villa Angarano                                 | Bassano del Grappa                     | 45° 46′ 50″ N, 11° 43′ 25″ L |
| 712-006 | Villa Caldogno                                 | Caldogno                               | 45° 36′ 26″ N, 11° 30′ 24″ L |
| 712-007 | Villa Chiericati                               | Vancimuglio di Grumolo delle Abbadesse | 45° 30′ 16″ N, 11° 39′ 12″ L |
| 712-008 | Villa Forni Cerato                             | Montecchio Precalcino                  | 45° 39′ 11″ N, 11° 33′ 40″ L |
| 712-009 | Villa Godi                                     | Lugo di Vicenza                        | 45° 44′ 44″ N, 11° 31′ 43″ L |
| 712-010 | Villa Pisani                                   | Bagnolo di Lonigo                      | 45° 21′ 31″ N, 11° 22′ 10″ L |
| 712-011 | Villa Pojana                                   | Pojana Maggiore                        | 45° 16′ 54″ N, 11° 30′ 03″ L |
| 712-012 | Villa Saraceno                                 | Finale di Agugliaro                    | 45° 18′ 38″ N, 11° 35′ 12″ L |
| 712-013 | Villa Thiene                                   | Quinto Vicentino                       | 45° 34′ 22″ N, 11° 37′ 47″ L |
| 712-014 | Villa Trissino                                 | Meledo di Sarego                       | 45° 25′ 42″ N, 11° 24′ 49″ L |
| 712-015 | Villa Valmarana                                | Lisiera                                | 45° 35′ 01″ N, 11° 36′ 41″ L |
| 712-016 | Villa Valmarana                                | Vigardolo                              | 45° 34′ 58″ N, 11° 35′ 40″ L |
| 712-017 | Villa Badoer, La Badoera                       | Fratta Polesine                        | 45° 01′ 48″ N, 11° 38′ 46″ L |
| 712-018 | Villa Barbaro                                  | Maser                                  | 45° 48′ 20″ N, 11° 58′ 48″ L |
| 712-019 | Villa Emo                                      | Fanzolo di Vedelago                    | 45° 42′ 43″ N, 11° 59′ 23″ L |
| 712-020 | Villa Zeno                                     | Donegal di Cessalto                    | 45° 42′ 11″ N, 12° 38′ 20″ L |
| 712-021 | Villa Foscari, La Malcontenta                  | Mira                                   | 45° 26′ 07″ N, 12° 12′ 01″ L |
| 712-022 | Villa Pisani                                   | Montagnana                             | 45° 13′ 37″ N, 11° 28′ 07″ L |
| 712-023 | Villa Cornaro                                  | Piombino Dese                          | 45° 36′ 14″ N, 11° 59′ 57″ L |
| 712-024 | Villa Serego                                   | San Pietro in Cariano                  | 45° 29′ 58″ N, 10° 55′ 32″ L |
| 712-025 | Villa Piovene                                  | Lonedo di Lugo di Vicenza              | 45° 44′ 48″ N, 11° 31′ 36″ L |

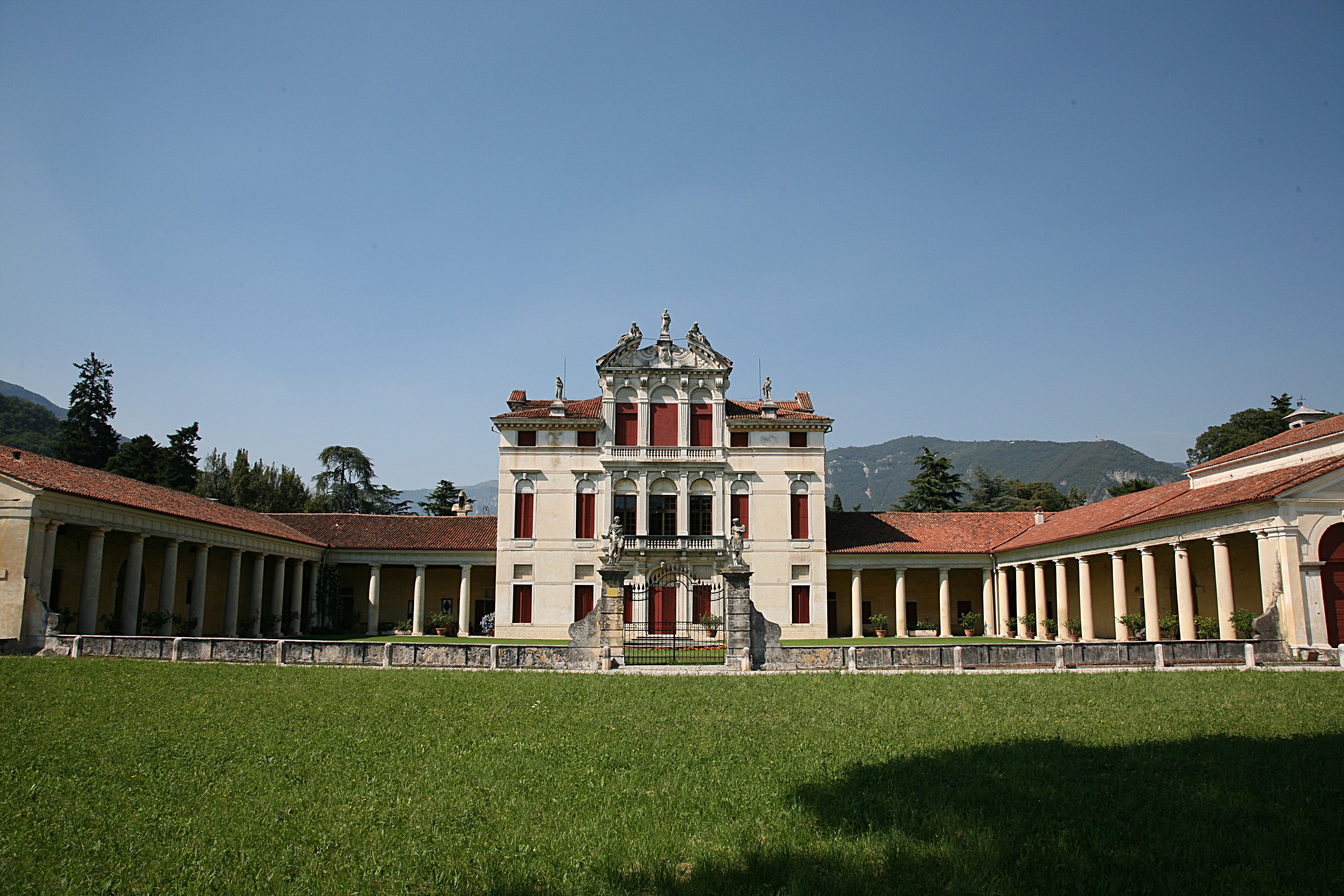
Villa Angarano, em Bassano del Grappa
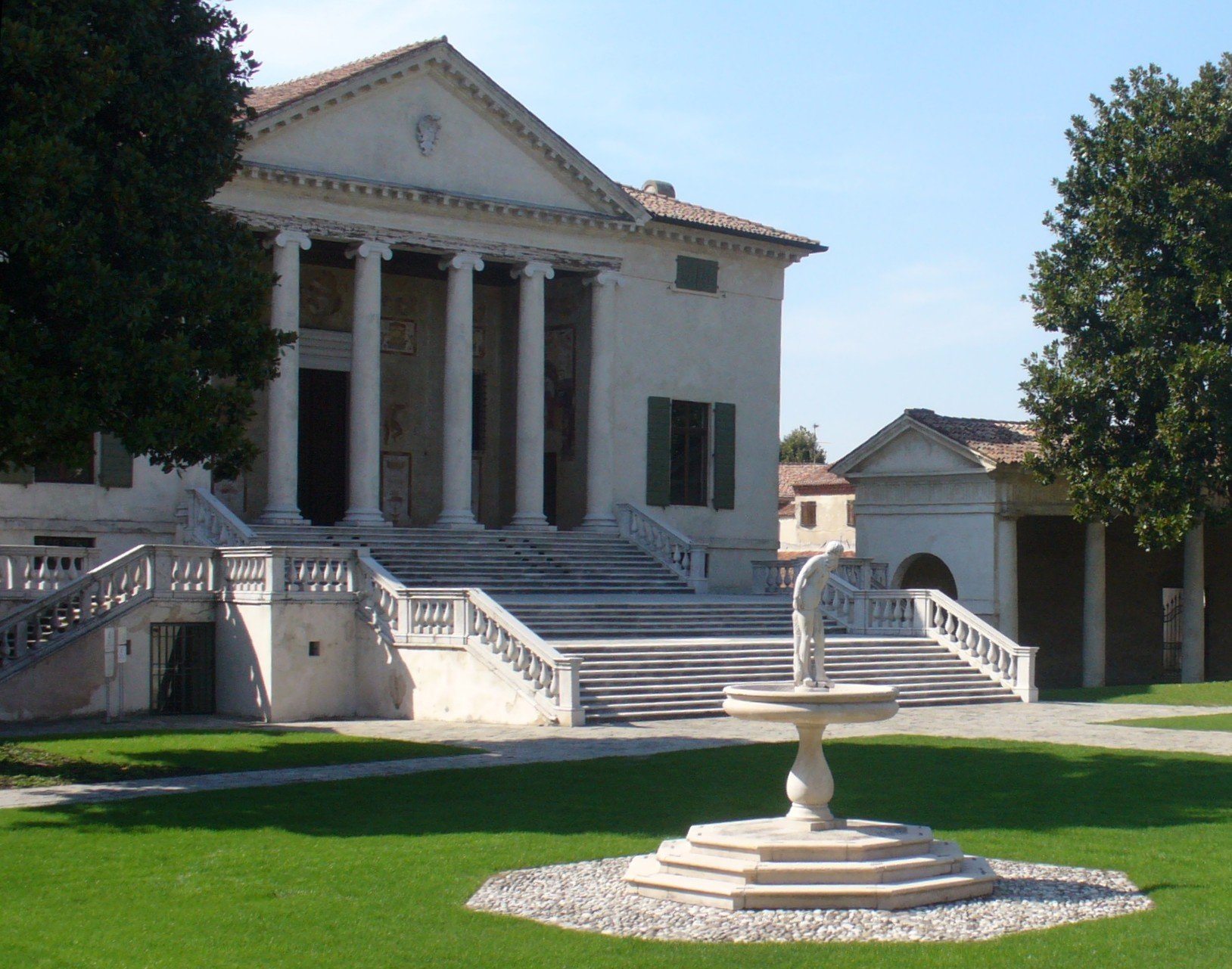
Villa Badoer, em Fratta Polesine
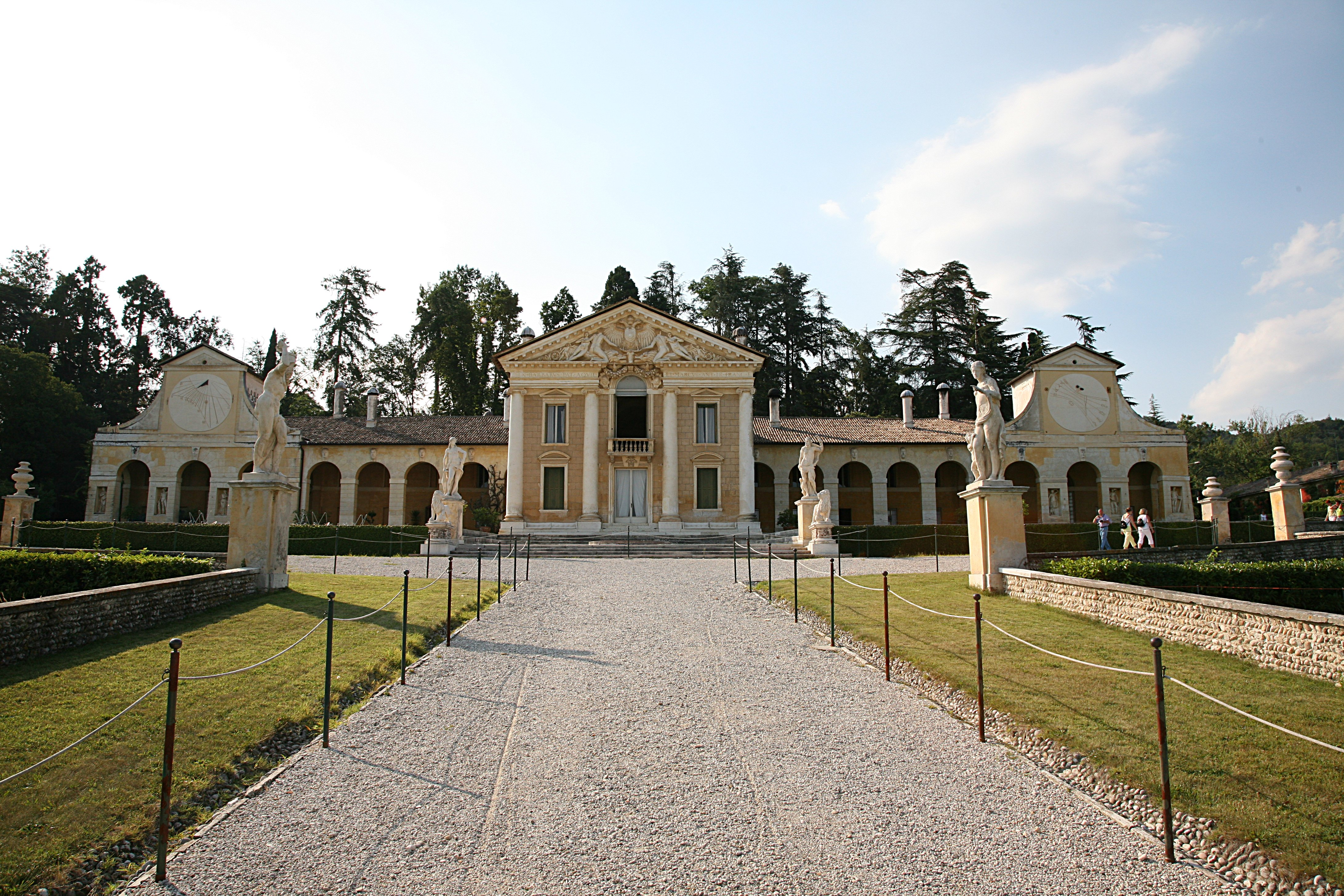
Villa Barbaro, em Maser
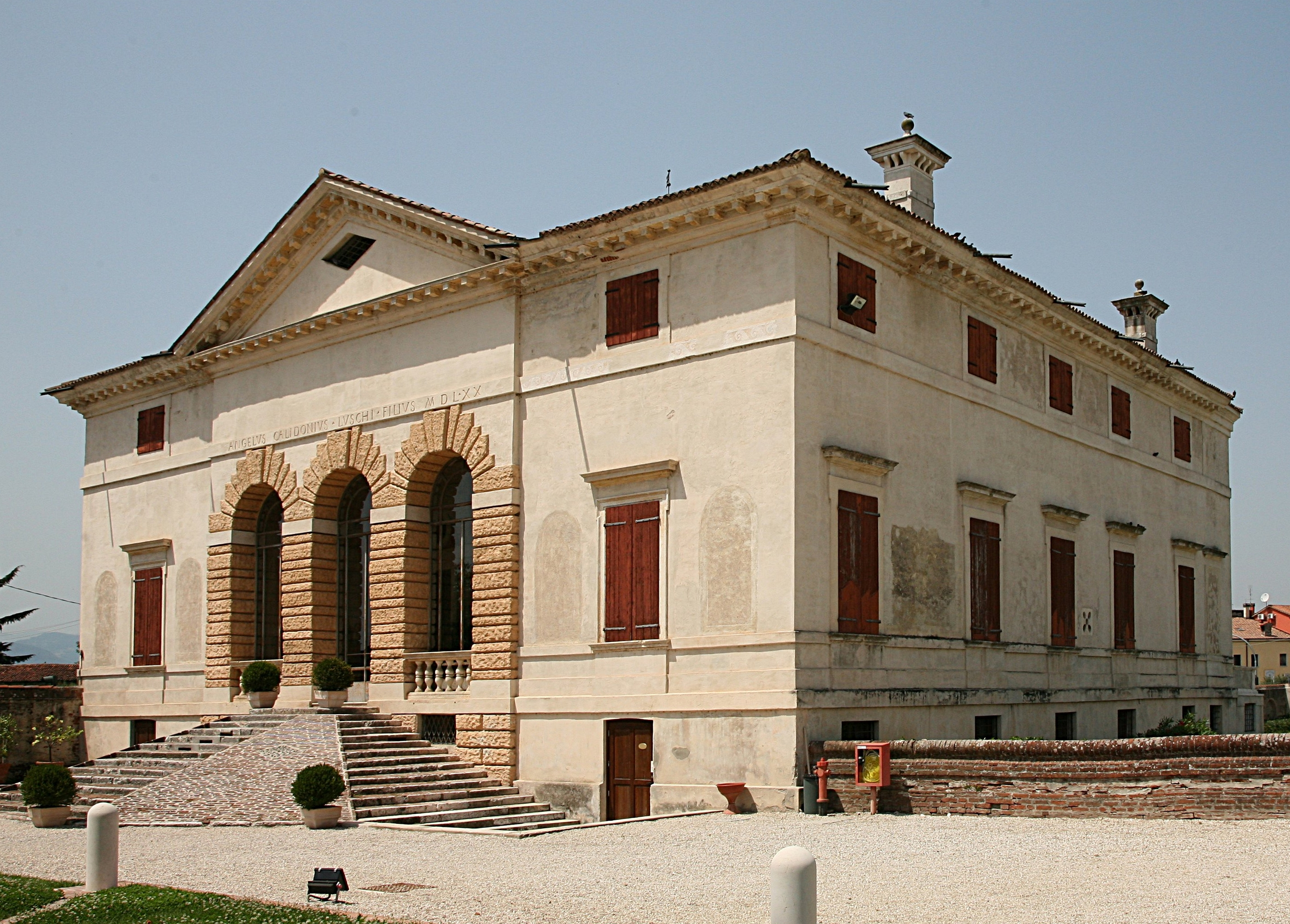
Villa Caldogno, em Caldogno
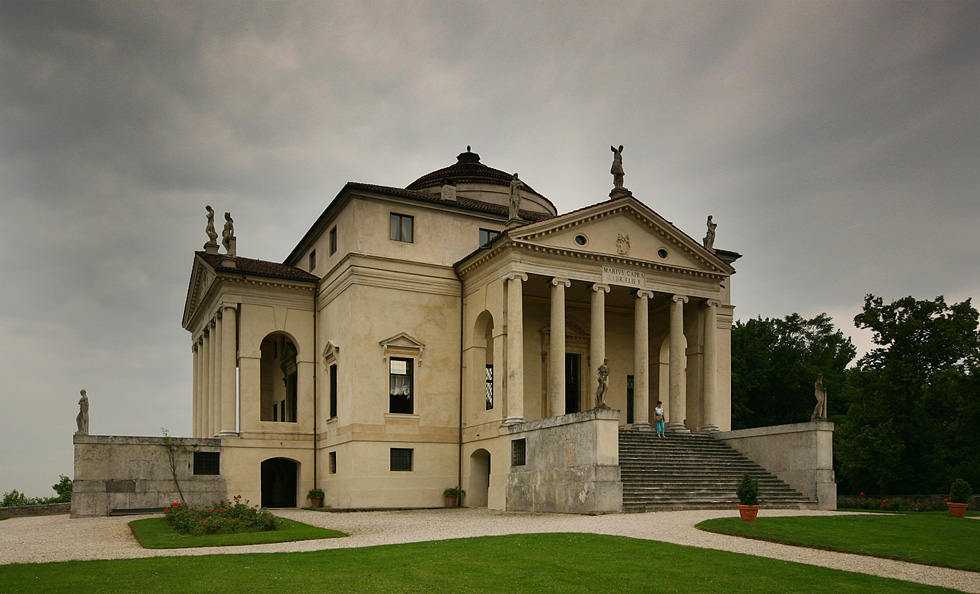
Villa Capra "La Rotonda", em Vicenza
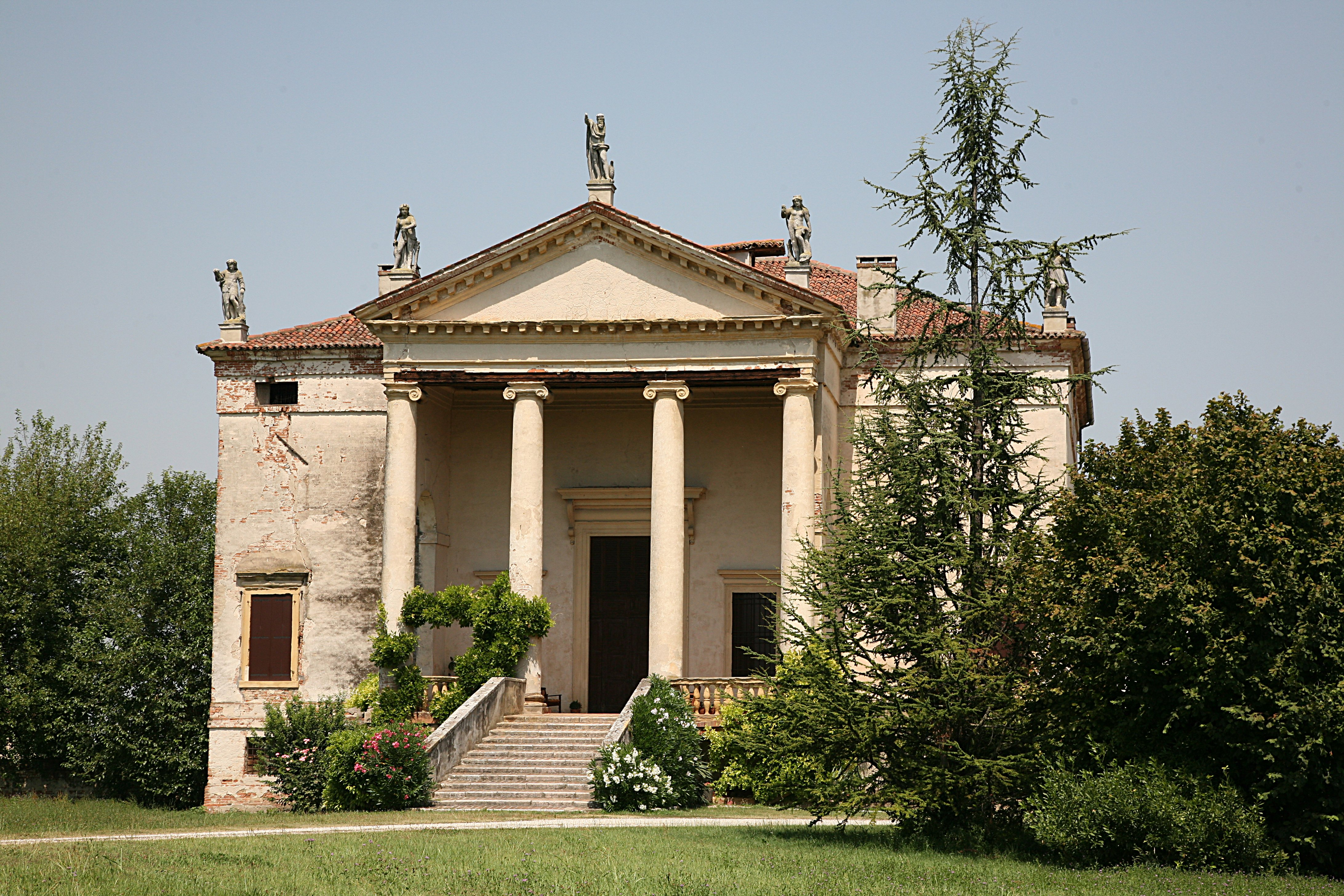
Villa Chiericati, em Vancimuglio di Grumolo delle Abbadesse
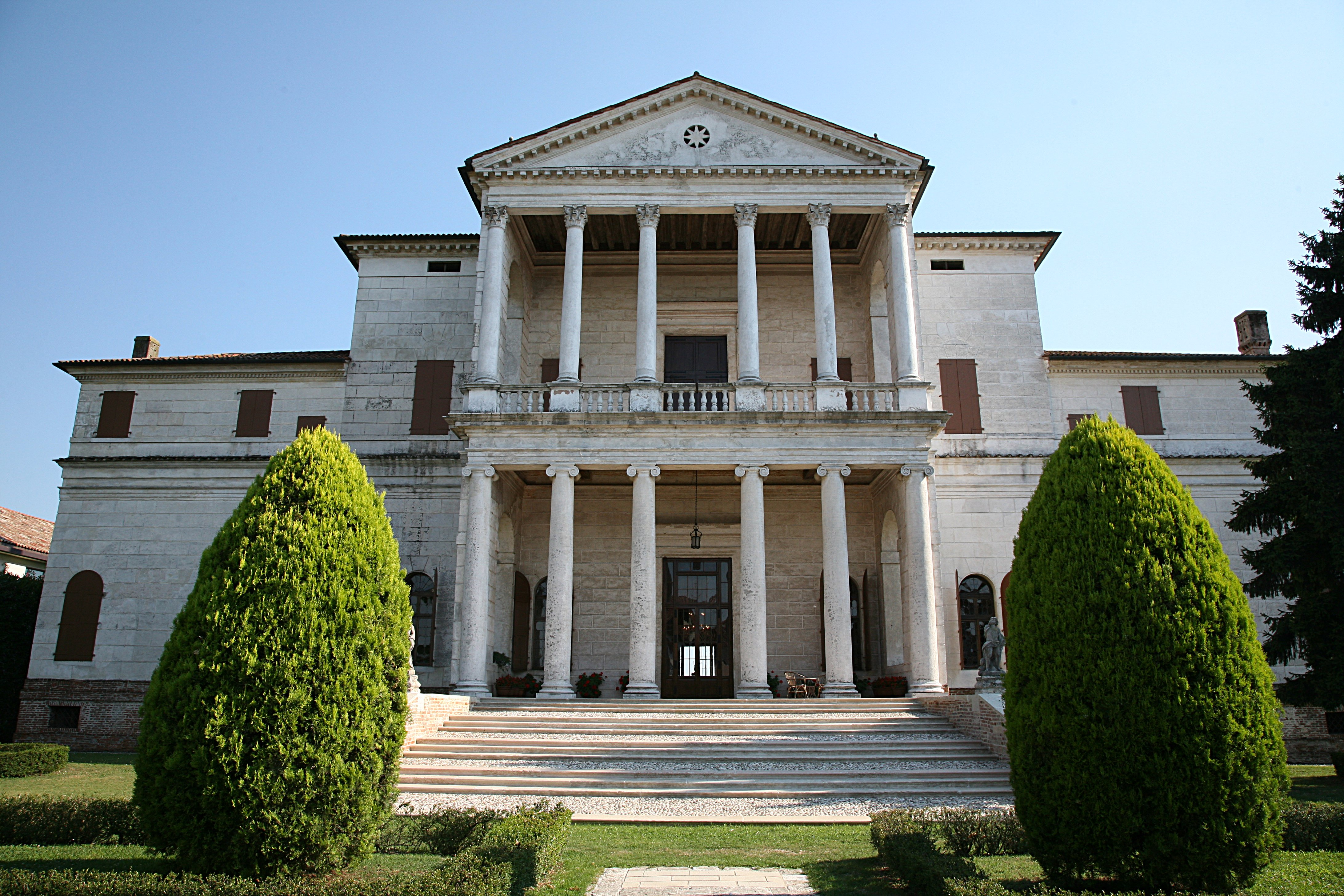
Villa Cornaro, em Piombino Dese
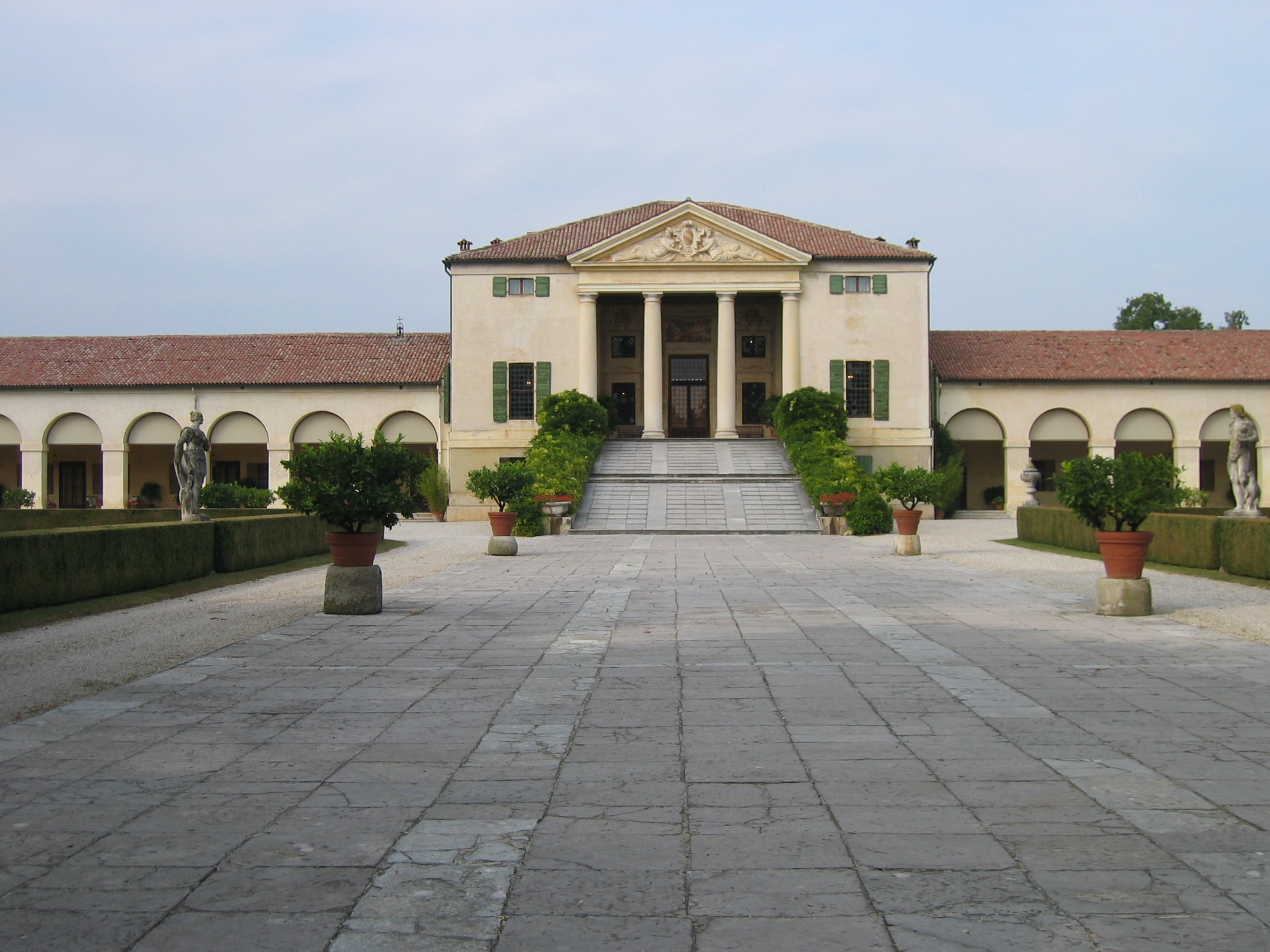
Villa Emo, em Fanzolo di Vedelago
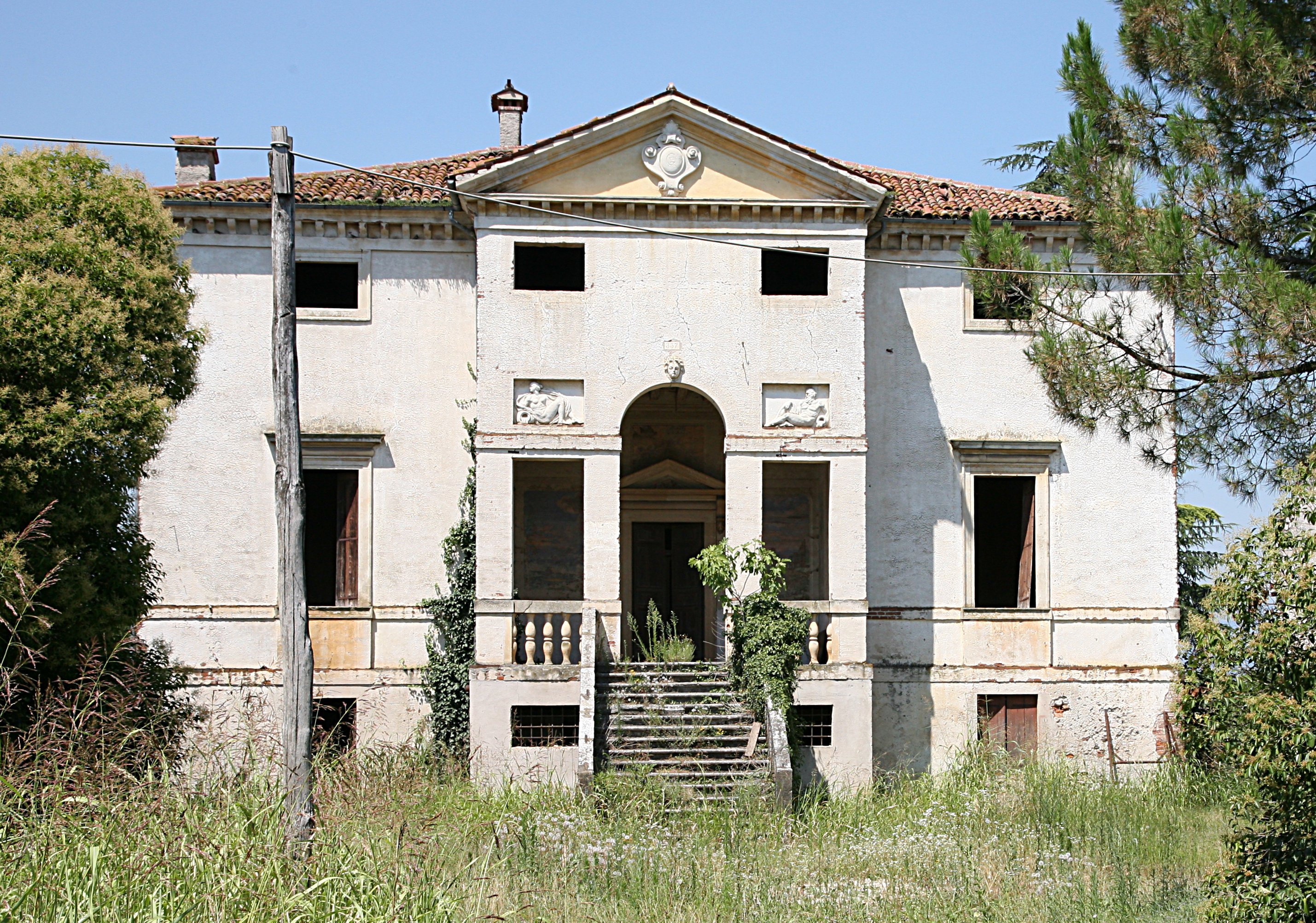
Villa Forni Cerato, em Montecchio Precalcino
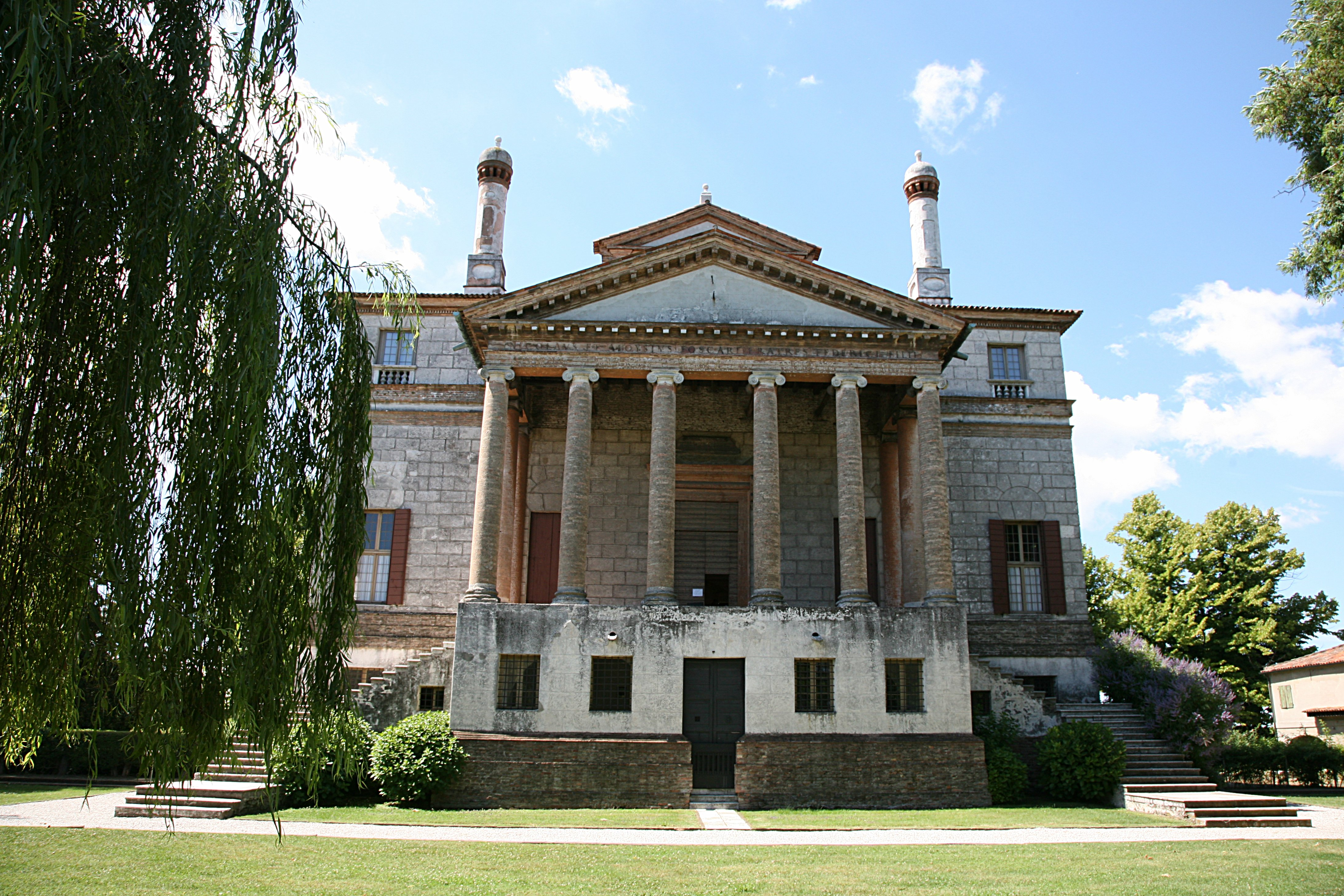
Villa Foscari, em Malcontenta
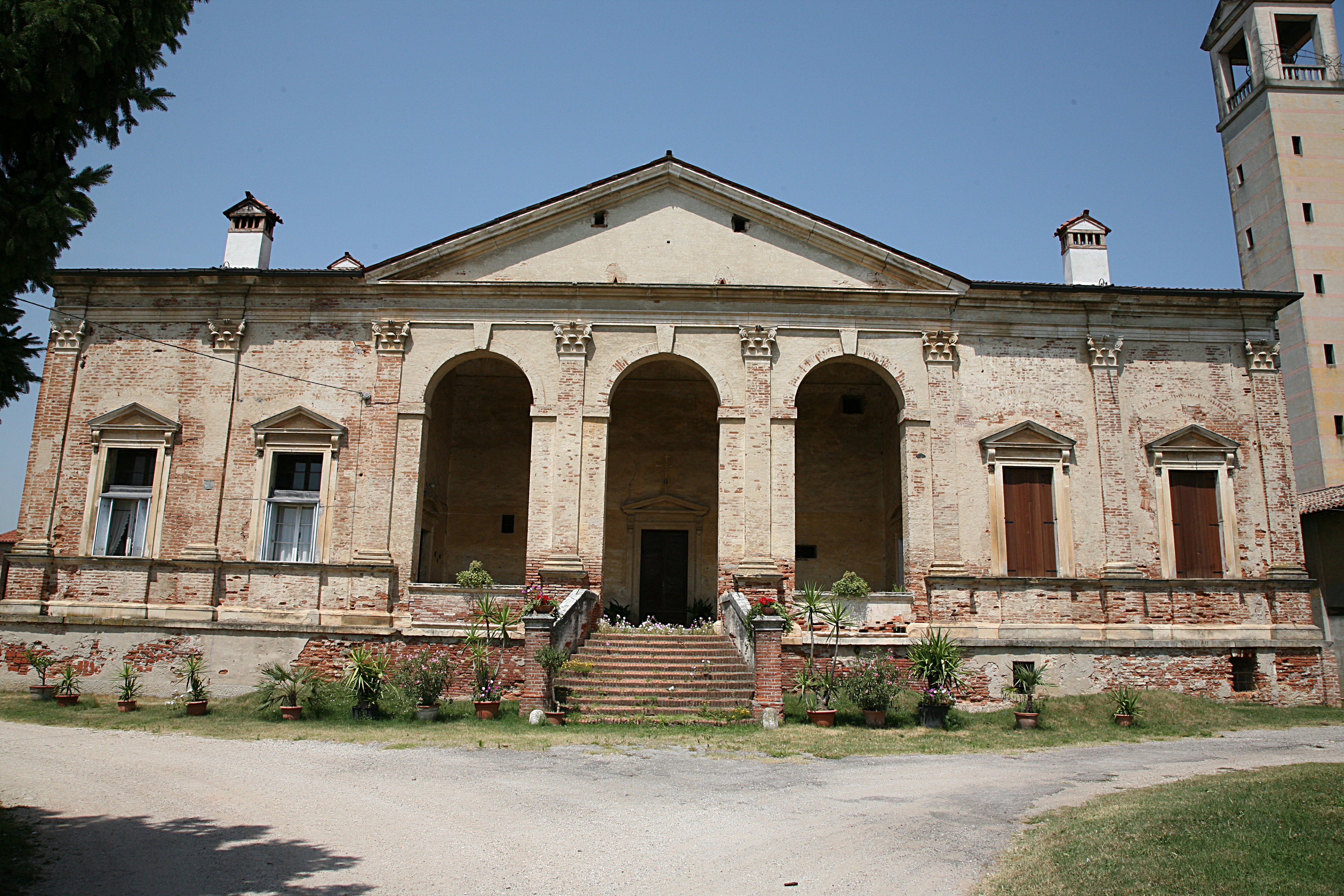
Villa Gazzotti Grimani, em Bertesina
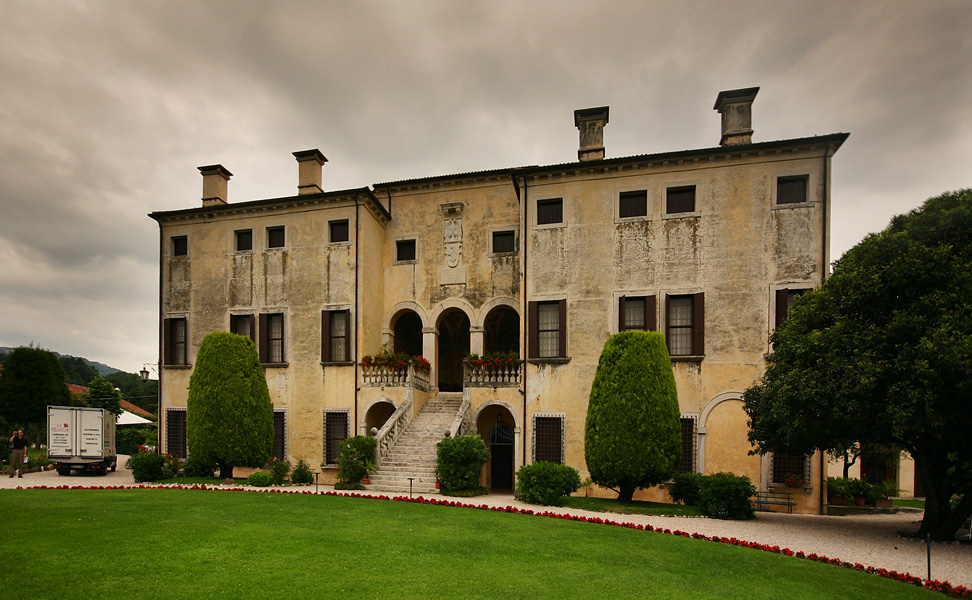
Villa Godi, em Lugo di Vicenza
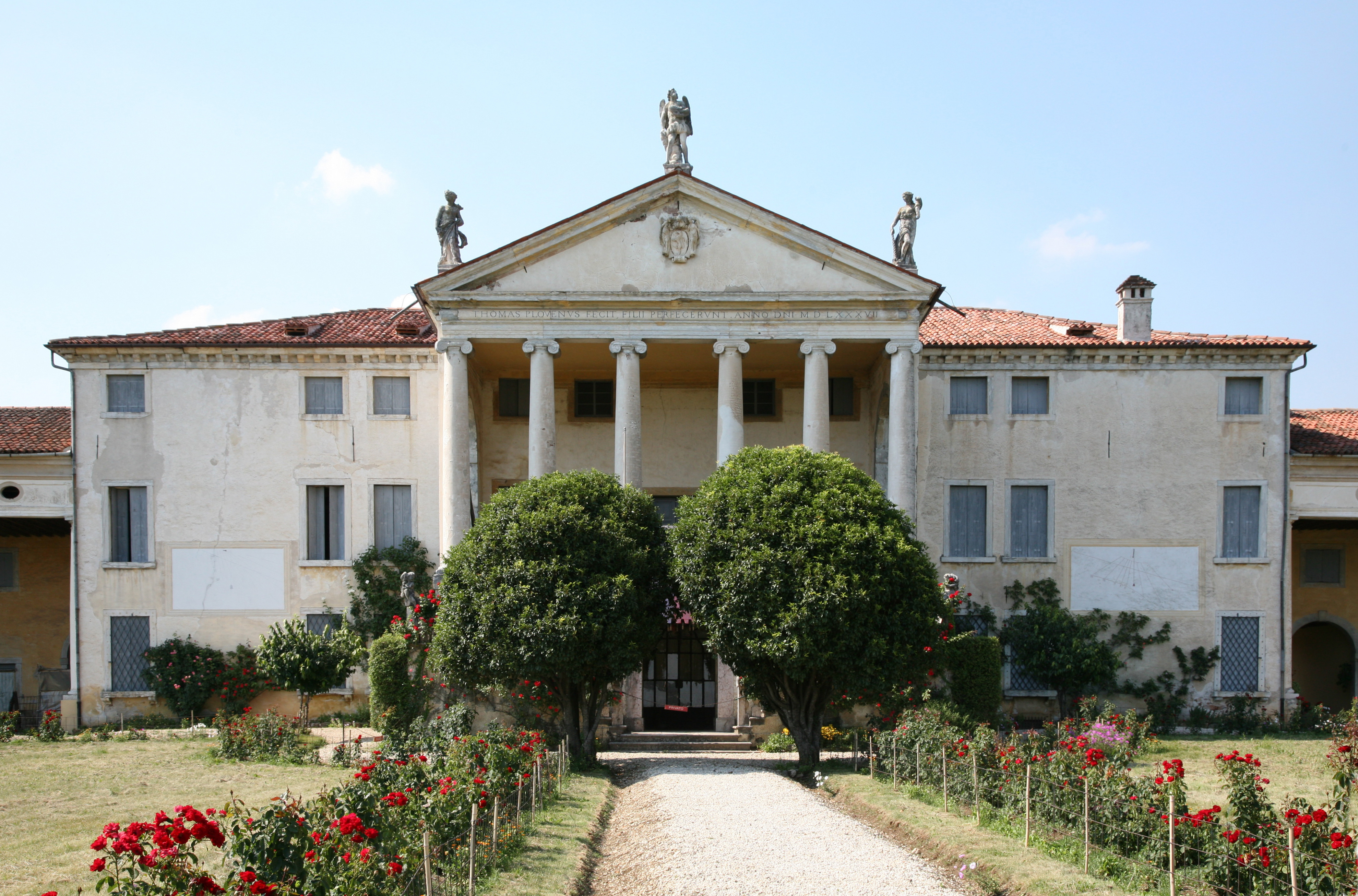
Villa Piovene, em Lonedo di Lugo di Vicenza
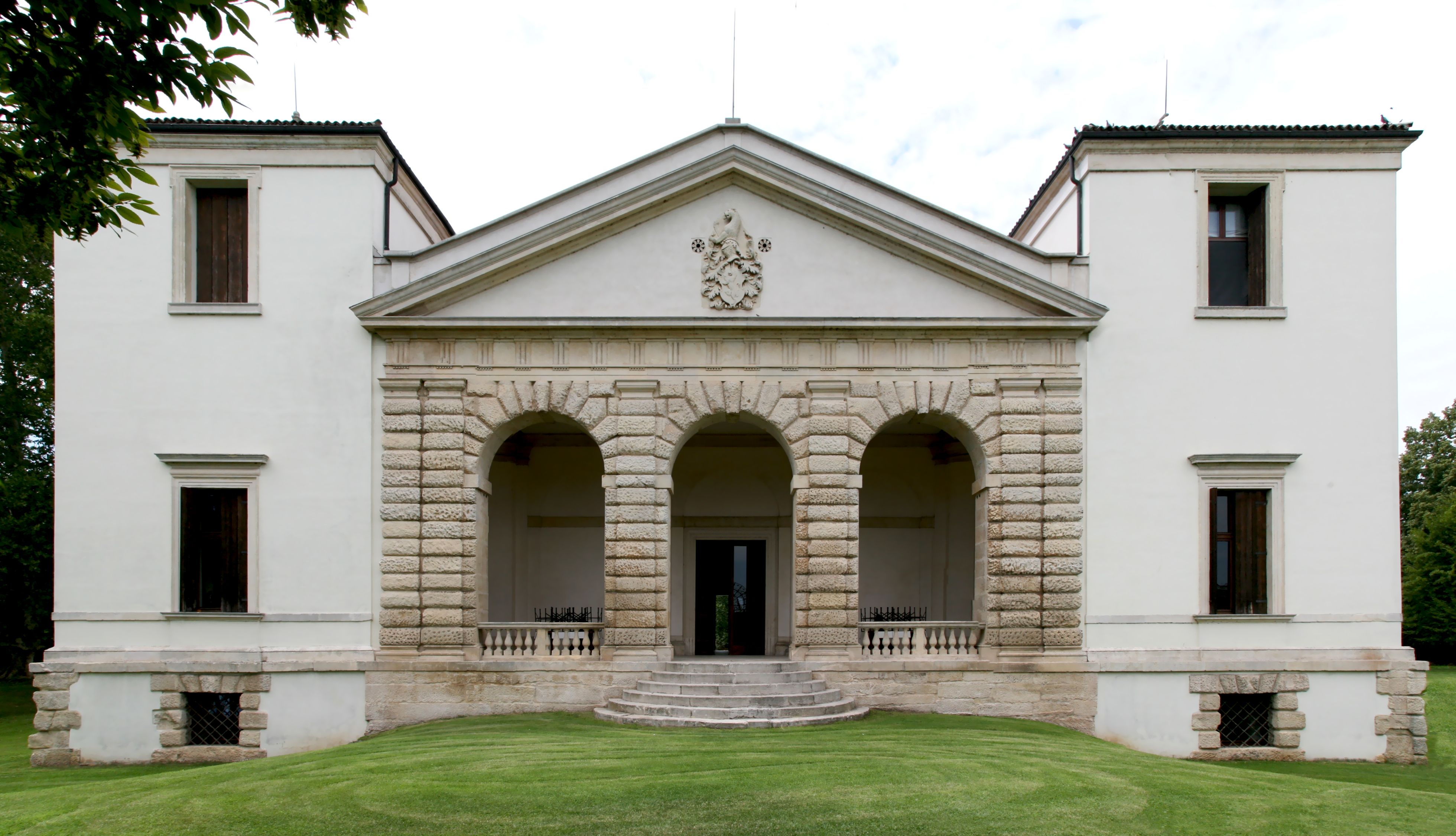
Villa Pisani, em Bagnolo di Lonigo
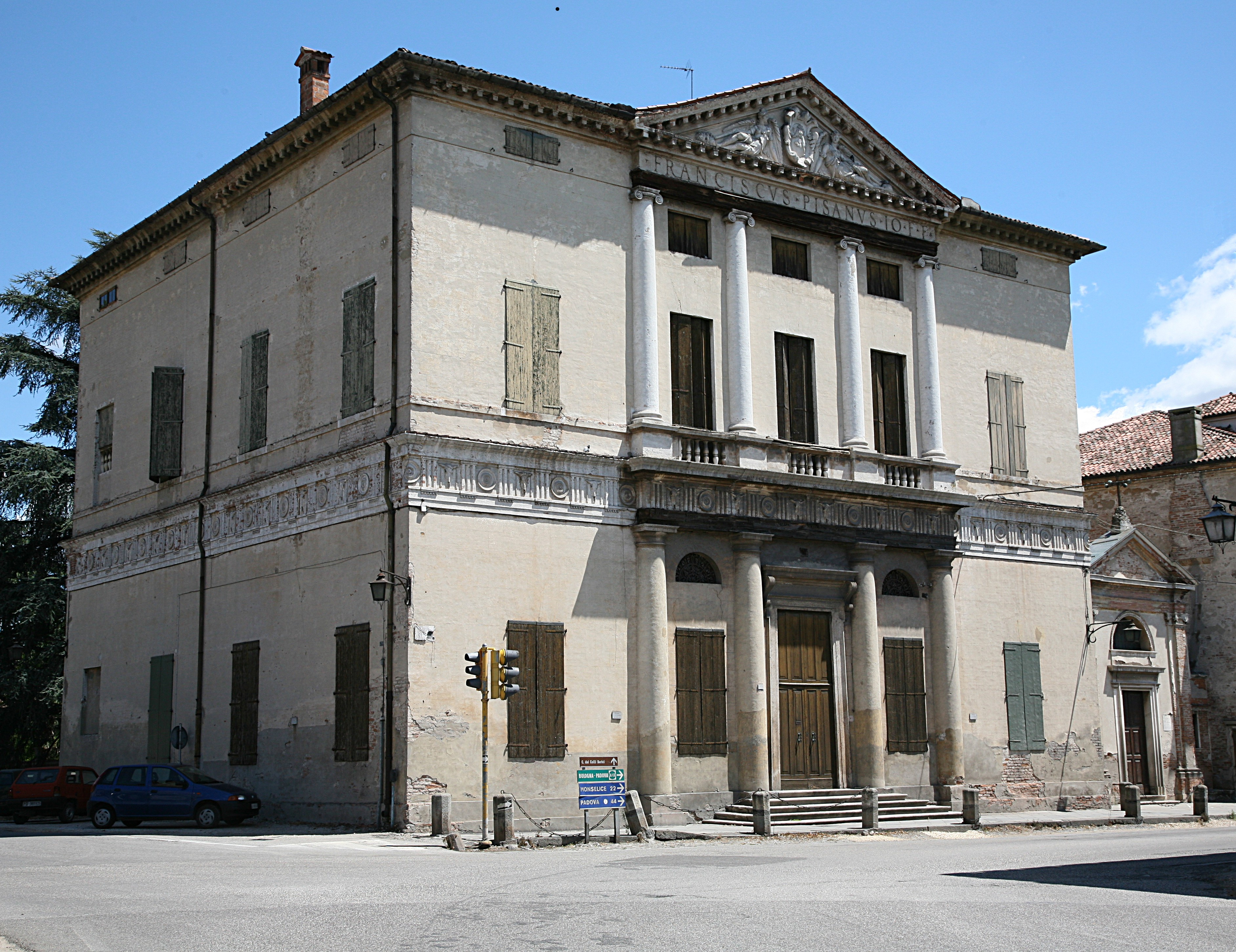
Villa Pisani, em Montagnana
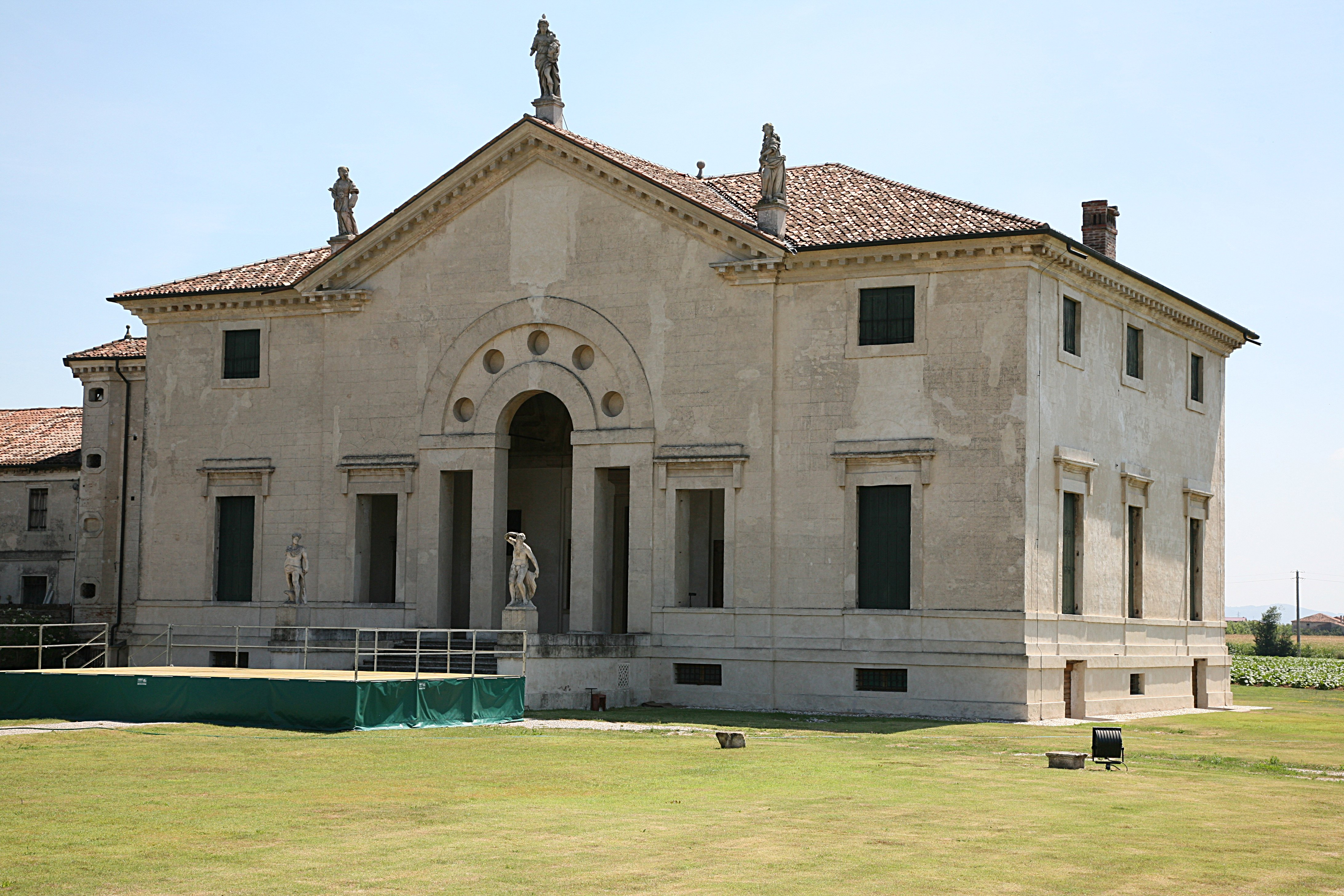
Villa Pojana, em Pojana Maggiore
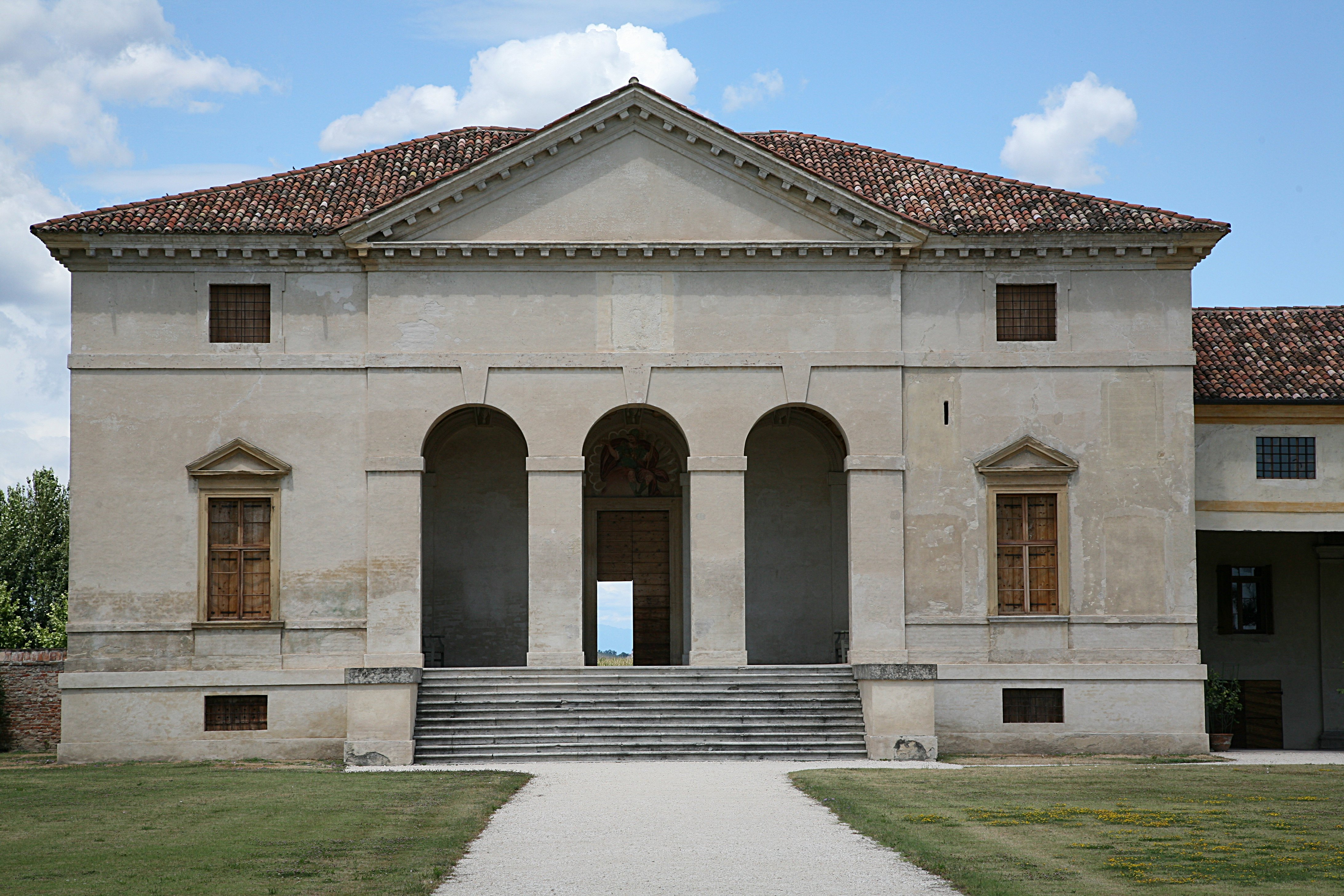
Villa Saraceno, em Finale di Agugliaro
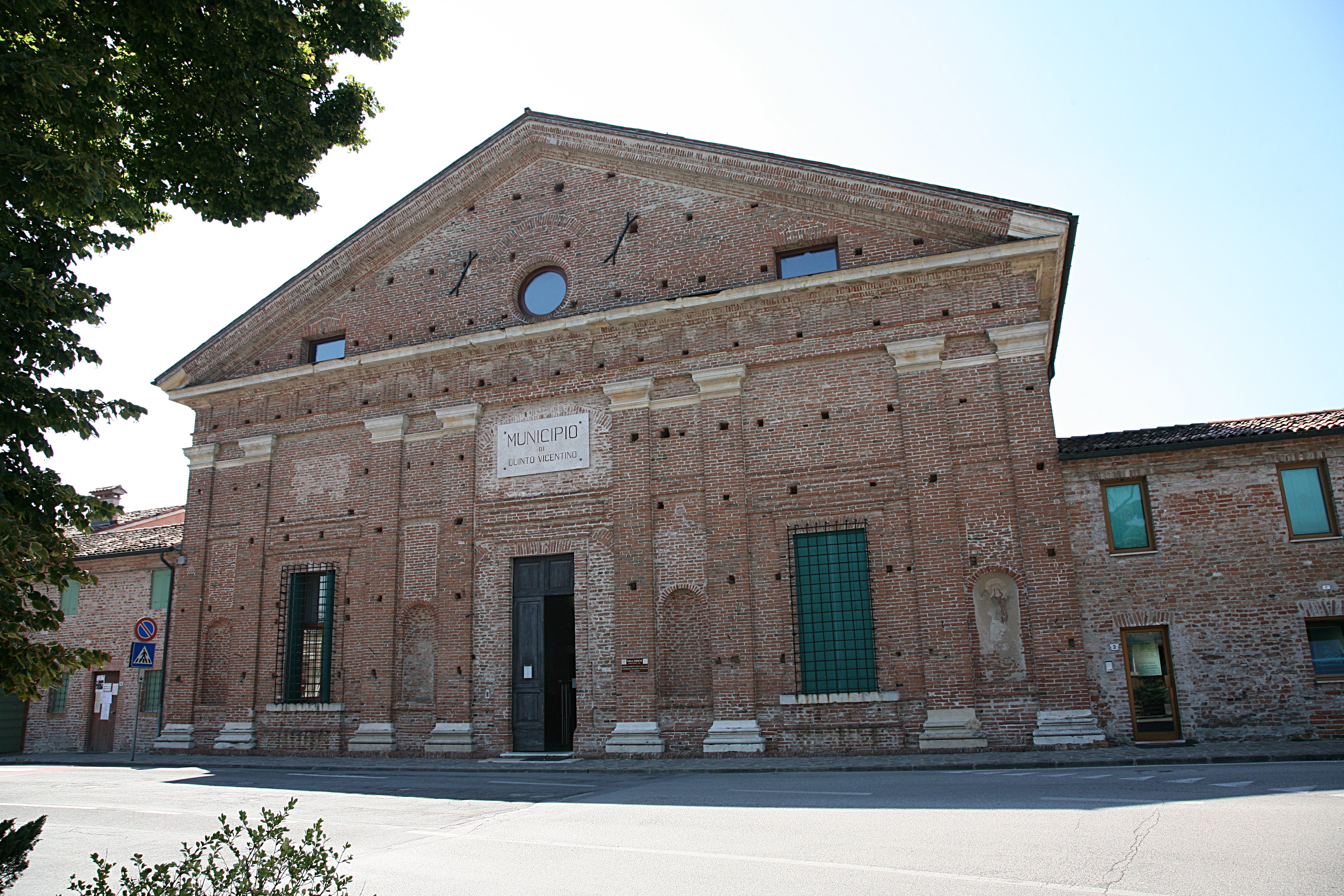
Villa Thiene, em Quinto Vicentino
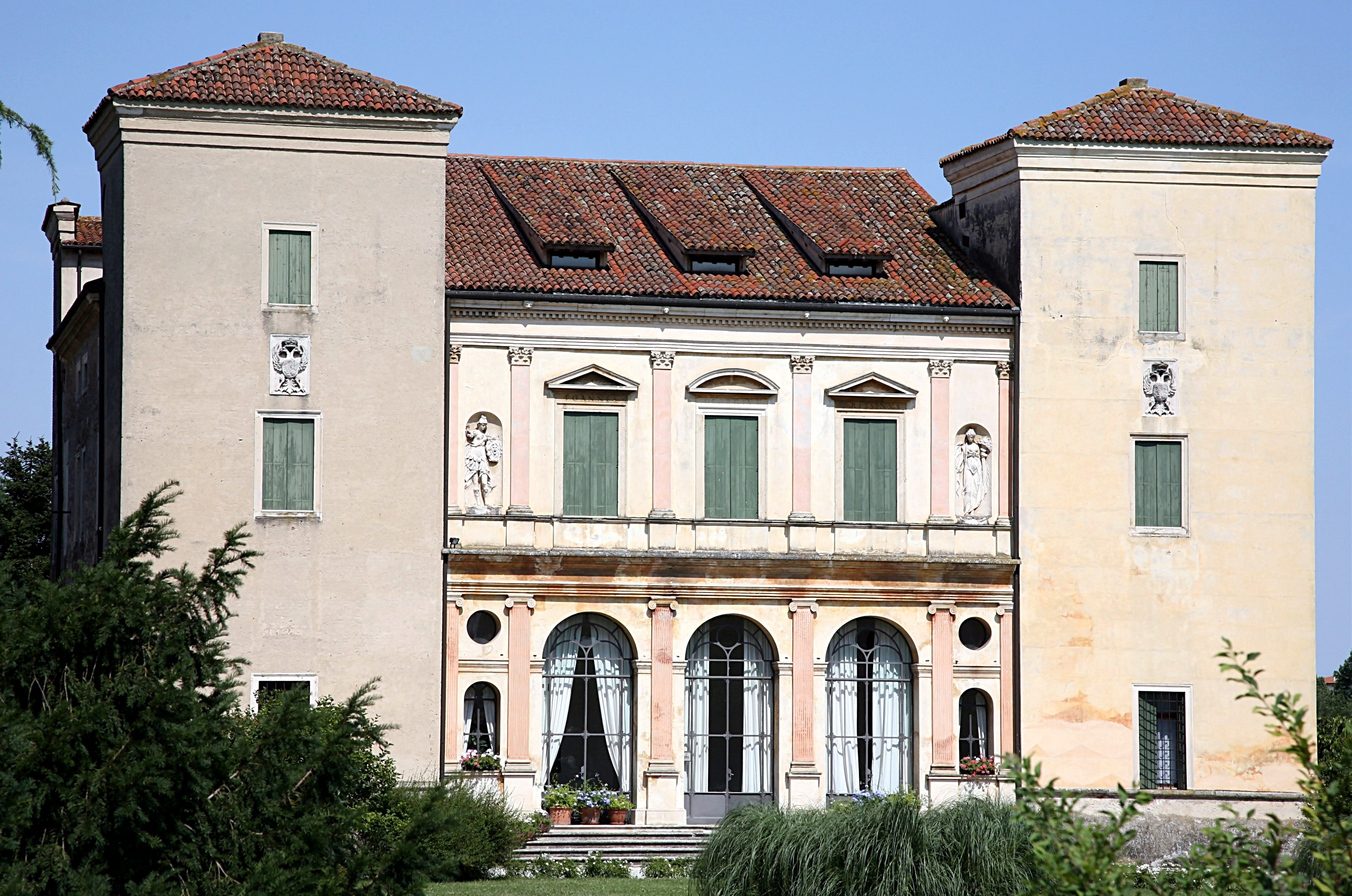
Villa Trissino, em Cricoli
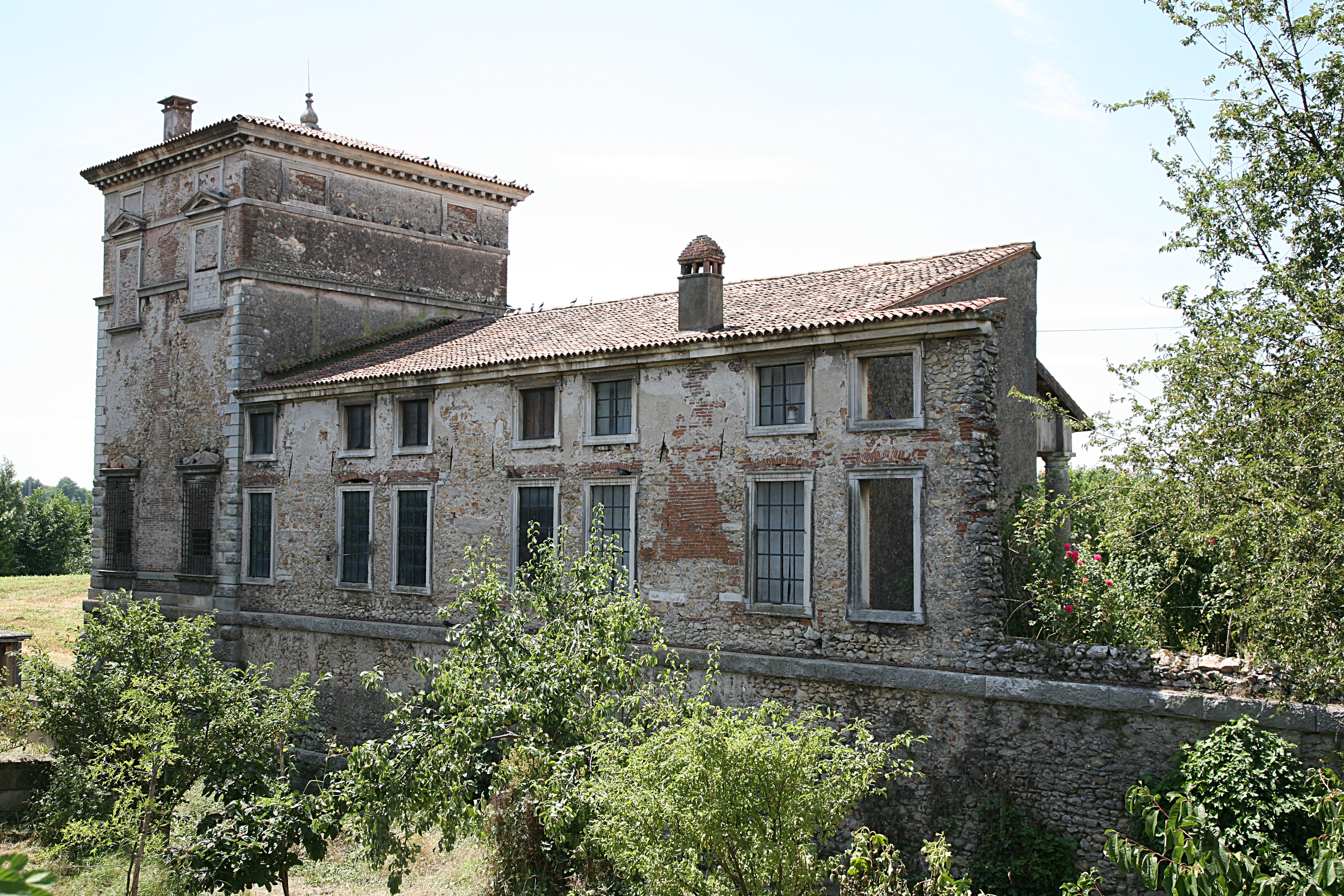
Villa Trissino, em Meledo di Sarego
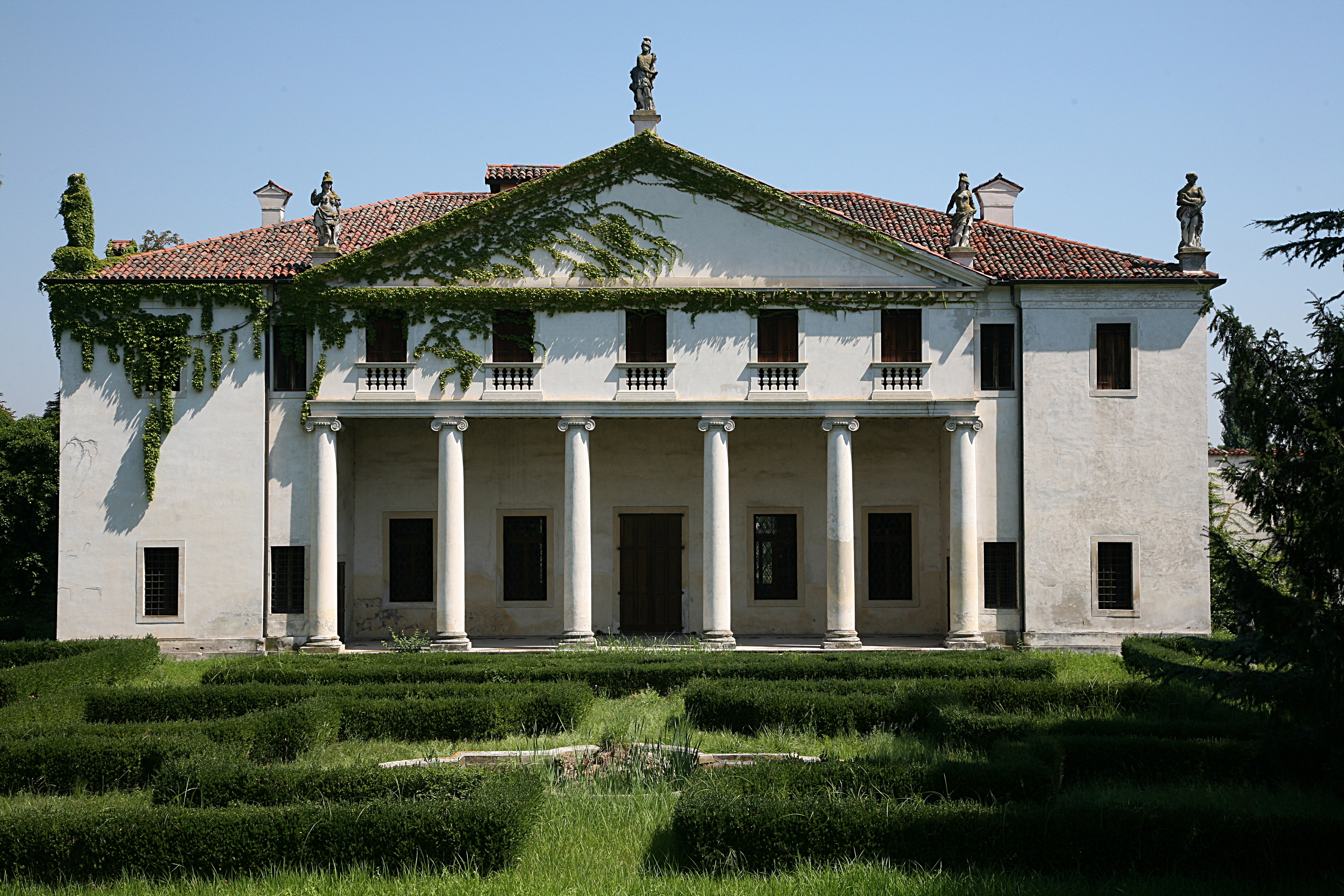
Villa Valmarana, em Lisiera
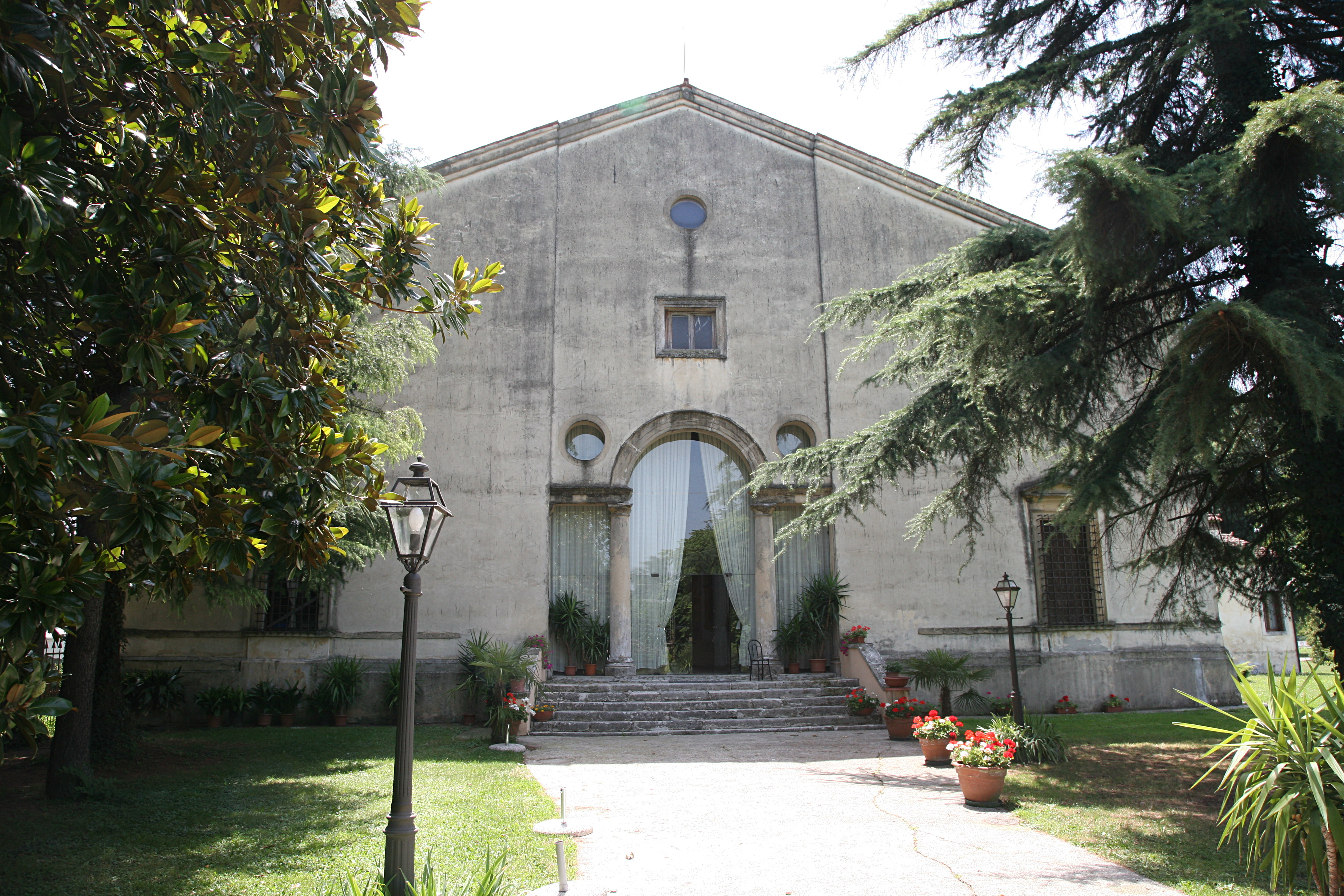
Villa Valmarana, em Vigardolo
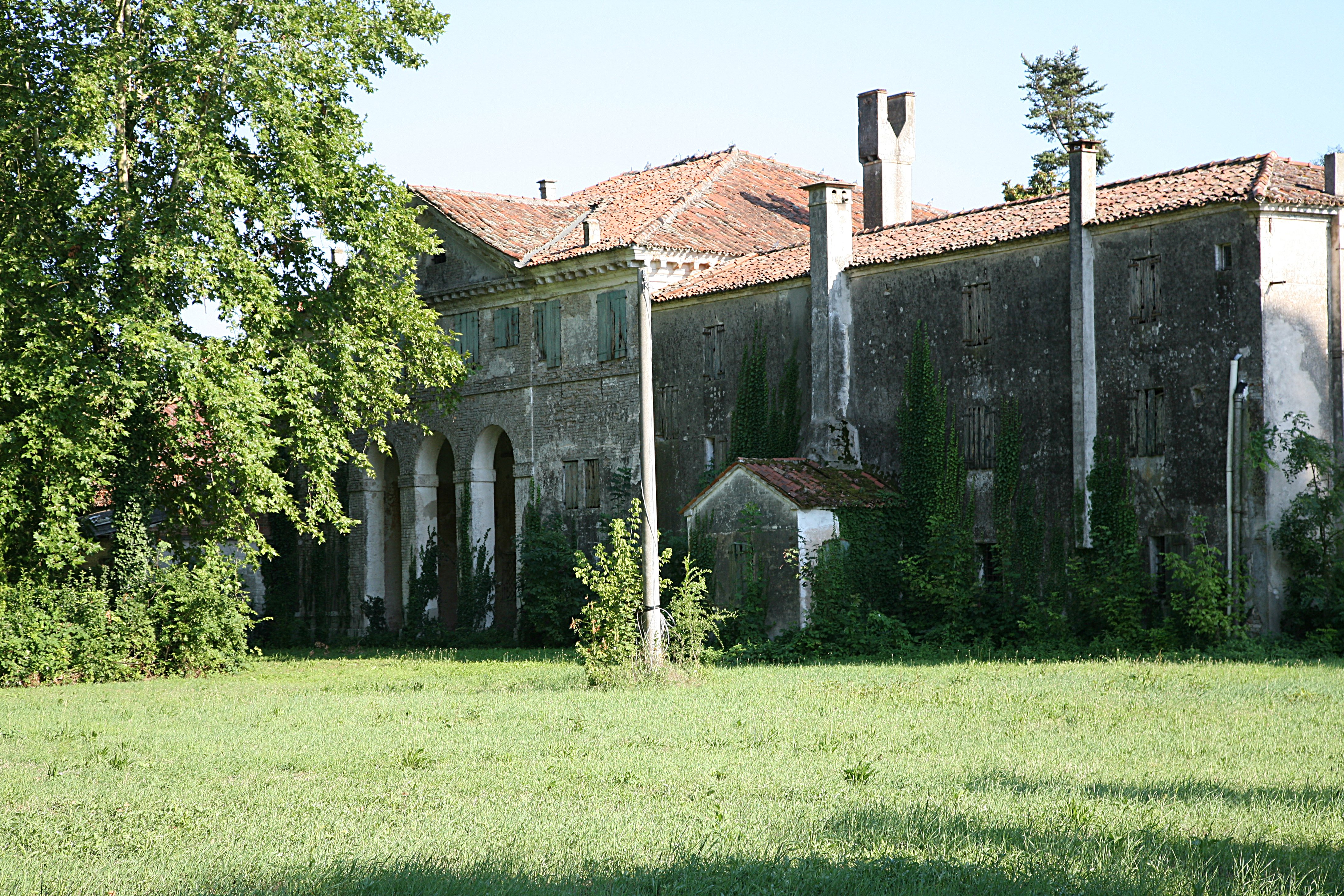
Villa Zeno, em Donegal di Cessalto